# 冪等元
抽象代数学において、二項演算 ∗ をもった集合の元 x は x ∗ x = x であるときに冪等元（べきとうげん、英: idempotent element）あるいは単に冪等（英: idempotent）と呼ばれる。これはその特定の元における二項演算の冪等性を反映している。

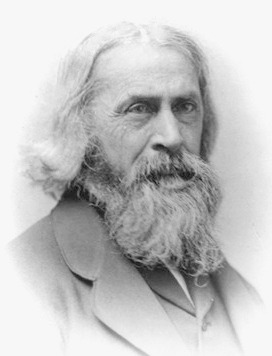
ベンジャミン・パース (1809-1880)

環論において（積に関する）冪等元は特に重要である。一般の環に対して、冪等元は加群の分解や環のホモロジー的性質と深く関わっている。この概念は Peirce (1870, pp. 16–17) によって導入された。
本記事は環論的な意味の冪等元を扱う。

## 定義
環の冪等元（あるいはべき等元）とは e2 = e を満たす元 e である。ふたつの冪等元 e と f は ef = 0 = fe であるとき、直交 (orthogonal) するという。たとえば e が（単位元をもつ）環の冪等元ならば、f ≔ 1 − e もそうであり、e と f は直交する。I を環 R のイデアルとする。剰余環 R/I における冪等元 e + I は、R のある冪等元 f が存在して f + I = e + I となるとき、I を法として持ち上がる（lift modulo I）という。
たくさんの特別な冪等元が例の節の後で定義される。

## 例
全行列環の冪等元
n 次正方行列のなす全行列環を考える。e を単位行列、(i, i) 成分のみが 1 で他の成分はすべて 0 の行列を ei とおく。これらは冪等元である。さらに中心直交冪等元分解
{\displaystyle e=e_{1}+\dotsb +e_{n}}
を与える。一般に全行列環の冪等元は射影行列とも呼ばれる。
Z/nZの冪等元
平方因子を持たない整数 n に対して、n を法とする整数の剰余環 Z/nZ を考えよう。中国剰余定理によって、この環は n の素因数 p を法とする整数の剰余体の直積に分解する。これらの直積因子の冪等元は 0 と 1 に限ることは明らかである。つまり、各因子は 2 つの冪等元をもつ。したがって n が m 個の因子をもてば、 Z/nZ は 2m 個の冪等元をもつ。
6 を法とするの整数の剰余環 Z/6Z に対してこのことを確かめよう。6 は 2 つの因数（2 と 3）をもつから、22 個の冪等元をもつはずである。
02 = 0 = 0 (mod 6)
12 = 1 = 1 (mod 6)
22 = 4 = 4 (mod 6)
32 = 9 = 3 (mod 6)
42 = 16 = 4 (mod 6)
52 = 25 = 1 (mod 6)
これらの計算から、 Z/6Z において 0, 1, 3, 4 は冪等元であり、2 と 5 は冪等元でない。これは後述する分解の性質を証明している。3 + 4 = 1 (mod 6) であるので、環の分解 Z/6Z = 3Z/6Z ⊕ 4Z/6Z が存在する。3Z/6Z の単位元は 3 + 6Z であり、4Z/6Z の単位元は 4 + 6Z である。
他の例
分解型四元数 の環における冪等元のカテノイドが存在する。

## 特別な冪等元
以下は重要な冪等元の部分的なリストである。
- 自明な冪等元 (trivial idempotent) —— 0 と 1 のどちらかのこと[4]。
- 中心的冪等元 (central idempotent)  —— 中心に含まれる冪等元のこと[5]。
- 原始冪等元 (primitive idempotent)  —— 加群 eR が直既約となる環 R の冪等元 e のこと[5]。左右対称な別の特徴づけもある： eRe が e ≠ 0 と 0 しか冪等元をもたないこと。
- 局所冪等元 (local idempotent)  ——  eRe が局所環となる環 R の冪等元 e のこと[5]。加群 eR は直既約なので、局所冪等元は原始的冪等元でもある。
- 右既約冪等元 (right irreducible idempotent)  —— 加群 eR が単純となる環 R の冪等元 e のこと[5]。シューアの補題から EndR (eR) = eRe は可除環であり、したがって局所環であるので、右（そして左）既約冪等元は局所冪等元でもある。
- 中心的原始冪等元 (centrally primitive idempotent)  —— ふたつの 0 でない直交する中心的冪等元の和として書けない 0 でない中心的冪等元のこと[6]。
- 全冪等 (full idempotent)  —— ReR = R を満たす環 R の冪等元 e のこと[7][8]。
- 分離冪等元 (separability idempotent) —— 分離多元環参照。

任意の非自明な冪等元 e は零因子である（なぜならば f ≔ 1 − e とすれば e も f も 0 でないが ef = 0 だからだ）。これは整域や可除環は非自明な冪等元をもたないことを示している。局所環も非自明な冪等元をもたないが、これは異なる理由による。環のジャコブソン根基に含まれる唯一の冪等元が 0 だからである。

## 冪等元による環の特徴づけ
- 環が半単純である必要十分条件はすべての右（またはすべての左）イデアルがひとつの冪等元によって生成されることである[9]。
- 環がフォン・ノイマン正則である必要十分条件はすべての有限生成右（またはすべての有限生成左）イデアルがひとつの冪等元によって生成されることである。
- 環 R ≠ 0 が直既約（英語版）である必要十分条件は中心的冪等元が自明な冪等元のみであることである[10]。
- 環が半完全環である必要十分条件は単位元が直交する局所冪等元の（有限）和へ分解できることである[11]。
- 環が右直和成分に関して昇鎖条件を満たすことと左直和成分に関して降鎖条件を満たすこととどの2つも直交するような冪等元からなる各集合が有限であることは同値である。
- すべての元が冪等元であるような環はブール環と呼ばれる。ブール環は可換で標数2である。
- すべての部分集合 S の右零化イデアル r.Ann(S) がひとつの冪等元によって生成されるような環はBaer 環（英語版）と呼ばれる。条件がすべての一元部分集合に対してのみ成り立つならば、その環は右Rickart 環（英語版）と呼ばれる。これらの環は両方とも、乗法単位元をもたない場合でさえ興味深い。
- すべての冪等元が中心的な環はアーベル環（Abelian ring）と呼ばれる。この環は可換とは限らない。
- すべての冪等元がジャコブソン根基を法として持ち上がるときに SBI環 (SBI ring) あるいは Lift/rad ring と呼ばれる。
- e が環 R の冪等元であれば、eRe は再び環になり、その乗法単位元は e である。環 eRe はしばしば R の corner ring と呼ばれる。corner ring は自己準同型環 EndR (eR) ≅ eRe によって自然に生じる。

## 加群の分解における役割
R の冪等元は R 加群の分解と重要なつながりがある。M を右 R 加群とし、E ≔ EndR (M) をその自己準同型環とすると、A ⊕ B = M であることと、A = eM かつ B = (1 − e)M となるような冪等元 e ∈ E が唯一つ存在することは同値である。すると明らかに、M が直既約であることと、E の冪等元が 0 と 1 のみであることが同値である。
M = R のとき、自己準同型環は EndR (R) = R であり、各自己準同型はある 1 つの固定された環の元の左からの積として生じる。上で述べたことをこの場合に言い換えると、右加群として A ⊕ B = R であることと、eR = A かつ (1 − e)R = B となるような冪等元 e が唯一つ存在することは同値である。したがって加群としての R のすべての直和成分はひとつの冪等元によって生成される。
e が中心的冪等元であれば、corner ring eRe = Re は e を乗法単位元にもつ環である。冪等元が R の加群としての直和分解を決定するのとちょうど同じように、R の中心的冪等元は R の環の直和としての分解を決定する。R が環 R1, ..., Rn の直和であれば、環 Ri たちの単位元は、R の中心的冪等元であり、どの 2 つも直交していて、それらすべての和は 1 である。逆に、和が 1 でどの 2 つも直交しているような R の中心的冪等元 e1, ..., en が与えられると、R は環 Re1, ..., Ren の直和である。なので、とくに、すべての中心的冪等元 e ∈ R は R の corner ring eRe と (1 − e)R(1 − e) の直和としての分解を与える。したがって、環 R が環として直既約であることと、単位元 1 が中心的原始冪等元であることは同値である。
単位元の直交する中心的原始冪等元の和への分解を帰納的に試みることができる。もし単位元が中心的原始冪等元であればすでに分解できている；そうでなければ、 0 でない直交する中心的冪等元の和であり、以下、各因子に対してこの手順を繰り返す。ここで起こりうる問題は、この手順が際限なく続き、直交する中心的冪等元の無限族が得られることである。「直交する中心的冪等元の無限集合を含まない」という条件は、環に対する有限性条件の一種である。たとえば環が右ネーターであることを仮定するなど、その条件が満たされるようにする方法はいくつもある。各 ei が中心原始冪等元であるような分解 R = e1R ⊕ e2R ⊕ ... ⊕ enR が存在すれば、R はどれも既約であるような corner ring eiRei の直和である。
体上の結合多元環やジョルダン多元環に対して、パース分解は多元環の可換冪等元の固有空間の和としての分解である。

## 対合との関係
e が自己準同型環 EndR (M) の冪等元であれば、自己準同型 f = 1 − 2e は M の R 加群対合である。つまり、f は f 2 が M の恒等自己準同型であるような R 準同型である。
R の冪等元 e とそれに伴う対合 f から、R を左加群と見るか右加群と見るかに応じて、加群 R の 2 つの対合が生じる。r が R の任意の元を表すとき、f を右 R 準同型 r ↦ fr と見ることも左 R-準同型 r ↦ rf と見ることもできる。前者ならば ffr = r であり、後者ならば rff = r となる。
この過程は 2 が R の可逆元であれば逆にできる： f が対合であれば、2−1(1 − f) と 2−1(1 + f) は直交冪等元で、それぞれ e と 1 − e に対応する。したがって、2 が可逆であるような環に対して、冪等元は対合と 1 対 1 に対応する。

## R加群の圏
冪等元の持ち上げは R 加群の圏に対してもまた主要な結果を持っている。ジャコブソン根基 J(R) に含まれるイデアル I を法としてすべての冪等元が持ち上がることと、R 加群として R/I のすべての直和成分が射影被覆を持つことは同値である。冪等元は mod 冪零元イデアルや R/I が I 進完備であるような環ではつねに持ち上がる。
冪等元の持ち上げは特に I = J(R) ときに最も重要である。半完全環のさらに別の特徴づけは、 J(R) を法として冪等元が持ち上がるような半局所環である。

## 半順序構造
環の冪等元がなす集合に対し半順序を
e ≤ f ⇔ ef = e = fe
で定めることができる。このとき 0 は最小の冪等元であり、1 は最大の冪等元である。直交冪等元 e と f に対し、e + f もまた冪等元であり、e ≤ e + f および f ≤ e + f が成り立つ。原始冪等元はちょうどこの半順序のatomである。
上述の半順序を環 R の中心的冪等元がなす集合 B(R) に制限すると、ブール代数の構造を与えることができる。2 つの中心的冪等元 e, f に対し、結びと交わり、補元はそれぞれ
e ∨ f = e + f − ef
e ∧ f = ef
¬e = 1 − e
によって与えられる。すると順序は単に e ≤ f ⇔ eR ⊆ fR となり、結びと交わりは (e∨f)R = eR + fR および (e∧f)R = eR ∩ fR = (eR)(fR) を満たす。環 R がフォン・ノイマン正則かつ右自己移入的であれば、  B(R) は完備束である。